# Abdoul Aziz Ibrahim
Abdoul Aziz Ibrahim (ur. 15 marca 1996) – nigerski piłkarz grający na pozycji prawoskrzydłowego. Od 2019 jest zawodnikiem klubu ASN Nigelec.

## Kariera klubowa
Swoją karierę piłkarską Ibrahim rozpoczął w klubie Olympic FC de Niamey. W sezonie 2011/2012 zadebiutował w jego barwach w pierwszej lidze nigerskiej. W debiutanckim sezonie wywalczył z nim mistrzostwo Nigru. W latach 2013–2019 grał w AS GNN, z którym w sezonie 2013/2014 został mistrzem, a w sezonie 2017/2018 wicemistrzem i zdobywcą Pucharu Nigru. W 2019 roku został piłkarzem ASN Nigelec. W sezonie 2020/2021 wywalczył z nim wicemistrzostwo, a w sezonie 2021/2022 mistrzostwo Nigru.

## Kariera reprezentacyjna
W reprezentacji Nigru Ibrahim zadebiutował 22 września 2019 w wygranym 2:0 meczu Mistrzostw Narodów Afryki 2020 z Wybrzeżem Kości Słoniowej, rozegranym w Niamey. W debiucie strzelił gola.